# ریو ریتا
ریو ریتا (به اسپانیایی: Río Rita) یک شهرک در استان کولون است که در استان کولون واقع شده‌است. ریو ریتا ۱٬۳۵۵ نفر جمعیت دارد و ۱۰۰ متر بالاتر از سطح دریا واقع شده‌است.